# Kostel Saint-Germain-de-Charonne
Kostel Saint-Germain-de-Charonne (tj. svatého Heřmana ze Charone) je katolický farní kostel ve 20. obvodu v Paříži na náměstí place Saint-Blaise. Kostel je zasvěcen svatému Heřmanu z Auxerre a pojmenován po bývalé obci Charonne. Ke kostelu náleží stejnojmenný hřbitov.

## Historie
Podle legendy se kolem roku 430 setkal svatý Heřman, biskup z Auxerre poblíž vesnice Charonne s mladou dívkou z Nanterre, budoucí patronkou Paříže, svatou Jenovéfou. Na paměť tohoto setkání vybudovali obyvatelé vsi malou modlitebnu, na jejímž místě vznikl dnešní kostel.
Na přelomu 12. a 13. století zde byl postaven první kostel, z něhož se dochovala věž. Během stoleté války kostel vyhořel a v 15. století byl vybudován nový gotický kostel, který zahrnul i předchozí románskou věž. Když v 18. století padl za oběť ohni západní portál, byl vstup přeložen na jižní stranu kostela a v roce 1837 byl vybudován nový portál v novoklasicistním stylu.
Saint-Germain-de-Charonne byl farním kostelem obce Charonne, která byla roku 1860 připojena k Paříži. Spolu s kostelem Saint-Pierre de Montmartre je jediným pařížským kostelem, u kterého se dochoval původní středověký hřbitov.
Stavba je od roku 1923 chráněná jako historická památka.

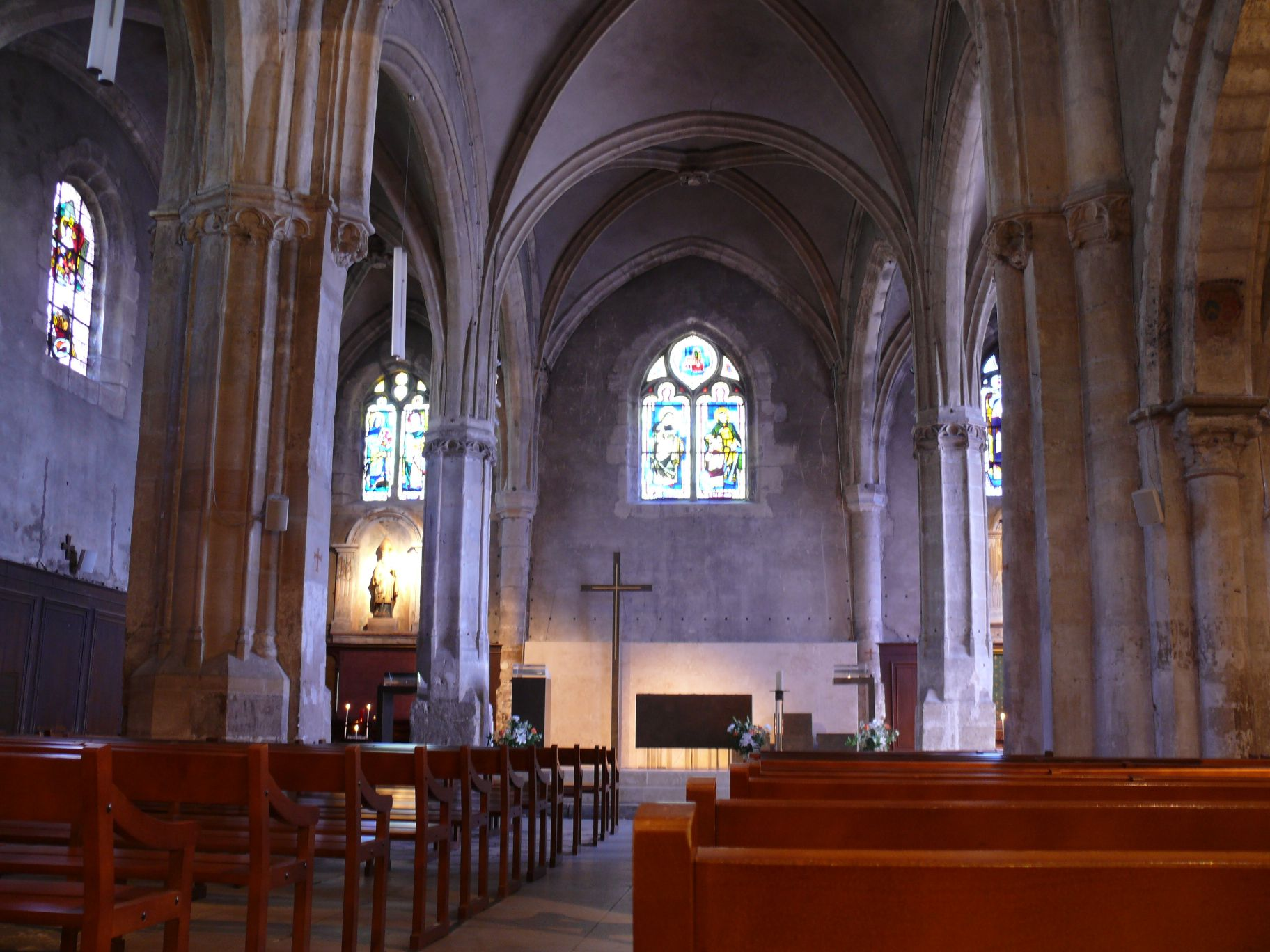
Interiér kostela

## Architektura
Zvonice nad jižní boční lodí je románská. Je podpírána mohutnými pilíři a zakončena pyramidovou střechou. Na všech čtyřech stranách jsou otevřené obloukové arkády. Na jižní straně se nachází osmihranná schodišťová věž.
Vstupní portál se nachází na jižní straně kostela. Je zdoben dvěma jednoduchými pilastry a trojúhelníkovým štítem. Na jižní straně se rovněž nacházejí nad okny gotické kružby. Stěna je podpírána oblouky, pod kterými byla v 19. století vybudována sakristie.
Trojlodní prostor je členěný zašpičatělými arkádami na osmibokých pilířích z 15. století. Pilíře pod zvonicí pocházejí z přelomu 12. a 13. století a jsou zdobeny hlavicemi s květinovými motivy. Chór je rohový a napojuje se na něj kaple zasvěcená svatému Blažejovi a Panně Marii.

## Vybavení
Vitráže byly vytvořeny v 50. letech 20. století. Okna vchóru představují Pannu marii, sv. Josefa a Jezulátko, svatou Cecilii a svatou Jenovéfu. Okno na jižní straně lodi ukazuje sv. Blažeje, jak zachraňuje dítě, které spolklo rybí kost. Další vitráže jsou věnovány svatému Vincenci z Pauly, Heřmanovi z Auxerre, sv. Vavřincovi a sv. Kateřině.
U vstupu se nachází malba Setkání svatého Heřmana a svaté Jenovéfy, kterou vytvořil Joseph-Benoît Suvée (1743–1807). V chóru je dřevěná socha z 18. století představující svatého Blažeje.
Varhany vytvořil v letech 1850-1860 Marie Antoine Louis Suret.